# Жоффруа I (граф Намюра)
Жоффруа I (фр. Godefroi Ier de Namur; 1068 — 19 августа 1139) — граф Намюра с 1102, граф де Порсьен с 1087 по 1104, старший сын Альберта III, графа Намюра, и Иды, дочери герцога Саксонии Бернхарда II Билунга и Эйлики Швайнфуртской, представитель Намюрского дома.

## Биография
1 июня 1101 года отцом Жоффруа Альбертом II и его сыновьями была основана церковь Св. Якова в Льеже. Альберт умер 22 июня 1102 года. Жоффруа назван графом Намюра только в 1105 году.
Он женился в 1087 году на Сибилле, дочери графа Роже де Шато-Порсьен. Она была единственной дочерью и наследницей графства, которое перешло к Жоффруа. До 1104 года он развелся с женой. Графство перешло к Генриху I де Гранпре, который был женат на сестре Рено.
Жоффруа женился повторно в 1109 году на Эрмезинде Люксембургской, дочери графа Люксембурга Конрада I, ранее мужем которой был граф Дагсбурга Альберт II.
Всю свою жизнь Жоффруа был верным сторонником императора в Нижней Лотарингии. В 1119 году он поддержал кандидатуру своего брата Фридриха на пост епископа Льежа против Александра Юлихского, который также претендовал на епископство. Граф Лувена Готфрид, сторонник Александра, был разбит при Юи, но в ответ опустошил графство Намюр и разорил епископство Льеж.
В 1121 году Жоффруа основал аббатство Флорефф, но был вовлечен в конфликт с духовенством, после чего разграбил аббатство Ставело, располагавшееся на его владениях в Хеспенгау. После спора из-за выборов в 1136 году нового аббата он также разрушил аббатство Гемблуа и убил монахов. Три года спустя он отрёкся от графства в пользу своего сына и удалился в основанный им монастырь Флорефф. Он умер через несколько месяцев.

## Брак и дети
1-я жена с 1087, развод около 1104 года: Сибилла де Порсьен, дочь Роже, графа де Порсьен. Дети:
- Елизавета; 1-й муж: Жерве (ум. 1124), граф Ретеля; 2-й муж: Кларембо де Розуа (ум. после 1158)
- Фландрина; муж — Алар II д’Эспинуа (ум. 1177), сеньор д’Антуан

2-я жена с 1109: Эрмезинда Люксембургская, дочь Конрада I, графа Люксембурга, вдова Альберта II, графа фон Дагсбург. Дети:
- Альберт[2] (1109/1110 — 1125/1127)
- Генрих IV Слепой (ок. 1111 — 14 августа 1196) — граф Намюра (Генрих I) 1139—1189, граф Люксембурга (Генрих IV) с 1136
- Клеменция (1110/1115—28 декабря 1158); муж: Конрад (1090 — 8 января 1152), герцог Церинген
- Беатриса (ум. 1160); муж: Итье (ум. 1171), граф Ретеля
- Алиса (ум. июль 1169); муж с 1130, чтобы Бодуэн IV (1110 — 8 ноября 1171), граф Эно